# Leviellus kochi
Leviellus kochi is een spinnensoort uit de familie van de Phonognathidae.
De wetenschappelijke naam van de soort werd in 1870 als Zilla kochii gepubliceerd door Tord Tamerlan Teodor Thorell.